# Mammelomys lanosus
Mammelomys lanosus är en däggdjursart som beskrevs av Oldfield Thomas 1922. Den ingår i släktet Mammelomys och familjen råttdjur. Inga underarter finns listade i Catalogue of Life.
Artepitetet i det vetenskapliga namnet är bildat av det latinska ordet lanosus (ullig).

## Beskrivning
En medelstor råtta med en kroppslängd från nosspets till svansrot på 16 till 17,5 cm (maximalt 19 cm) och en svans som är kortare än kroppen. Pälsen är mjuk och ullig. På den övre delen är pälsen mörkbrun till gulbrun, ljusnande mot bakänden och med en tvär gräns mot den gråvita undersidan. På huvudet är kinderna brungrå, och ögonen har en mörk ring. Svansen är mörk upptill och vit nertill, med en helvit svansspets.

## Utbredning
Denna gnagare är endemisk för bergstrakter på Nya Guinea (Papua Nya Guinea och den indonesiska delen).

## Ekologi
Arten vistas i molnskogar som ligger 1 000 till 3 200 meter över havet. Honan föder bara några få ungar per kull. Lokalt kan arten vara vanlig; den är inte påtagligt hotad, och IUCN har klassificerat den som livskraftig ("LC").